# Schwarzblauer Ölkäfer

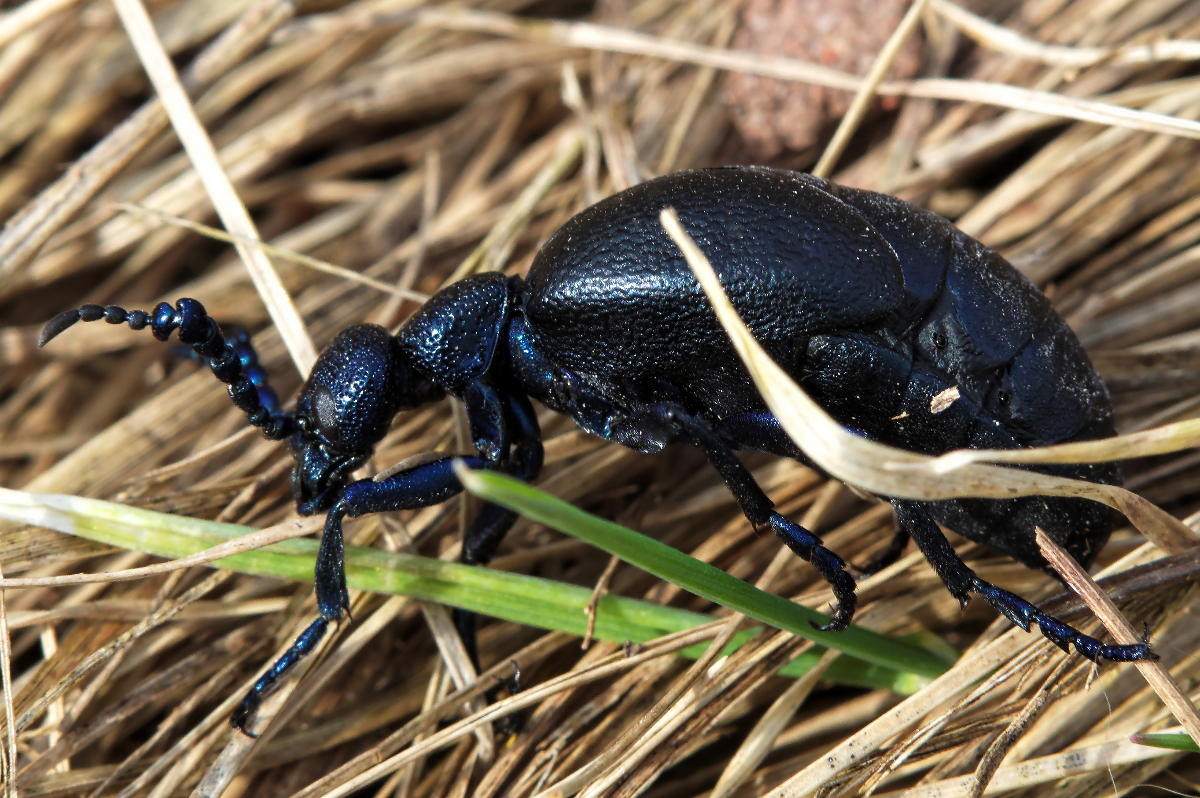
Männlicher Schwarzblauer Ölkäfer

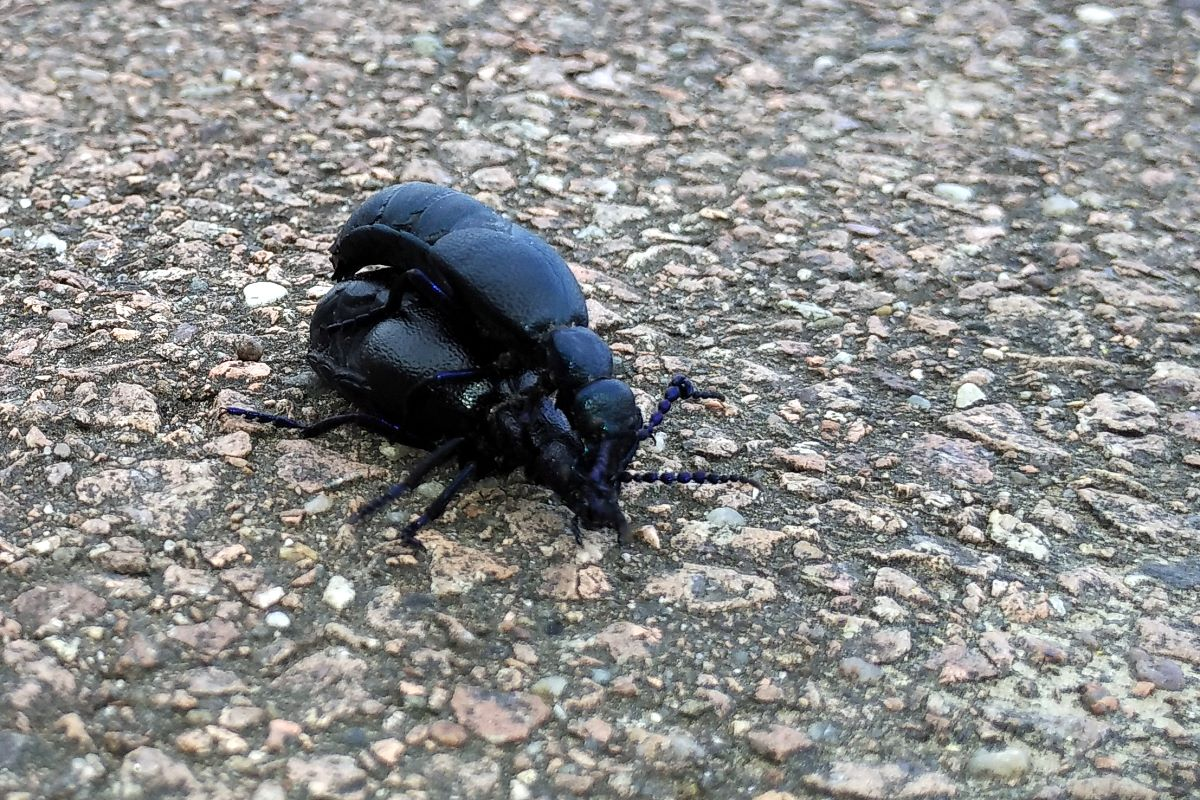
Ölkäfer-Paar

Der Schwarzblaue Ölkäfer (Meloe proscarabaeus), auch als Schwarzer Maiwurm bekannt, ist ein Käfer aus der Familie der Ölkäfer (Meloidae).

## Merkmale
Die Käfer werden 11 bis 35 Millimeter lang. Der Chitin-Panzer glänzt am gesamten Körper schwarzblau, dieser ist länglich gebaut, trotzdem nicht schlank, sondern eher gedrungen. Der Kopf und der Halsschild sind grob punktiert und glänzen in den Zwischenräumen der Punkte. Die fein granulierten Flügeldecken sind über dem aufgetriebenen Hinterleib stark verkürzt und überdecken sich basal ein wenig, was bei Käfern ungewöhnlich ist. An den Enden klaffen sie auseinander, so dass ein großer Teil des Abdomens frei sichtbar ist. Sowohl die Beine als auch die fadenförmigen Fühler sind recht lang und kräftig gebaut. Die Fühler der Männchen sind in der Mitte deutlich geknickt.

## Verbreitung
Die Käfer kommen in Europa,  östlich bis Zentralasien vor. Sie leben an sandigen und offenen Stellen. Die Käfer sind in Mitteleuropa regional noch recht häufig. Insgesamt nimmt der Bestand aber ab, da der Lebensraum der Käfer, vor allem Wiesen, zunehmend verändert wird. Deswegen sind die Schwarzblauen Ölkäfer in Deutschland in der Roten Liste gefährdeter Arten als gefährdet (3) eingestuft. Man findet sie von April bis Juni.

## Lebensweise
Die tagaktiven Tiere halten sich in der Regel am Boden auf. Sie ernähren sich von Pflanzenteilen. Bei Gefahr sondern sie zur Abschreckung von Feinden aus ihren Kniegelenken ein gelbes Wehrsekret ab, das den auch für Menschen gefährlichen Giftstoff Cantharidin enthält.
Nach der Paarung legt ein Weibchen 5–6 mal im Abstand von 1–2 Wochen 3–5 cm tief im Boden jeweils 3000–9500 Eier mit einer Länge von 0,9–1,3 mm ab. Die Eier machen dabei 30–45 % seines Gewichts aus, weshalb es immer wieder Nahrung zu sich nehmen muss. Die Eier überwintern und die Larven, die Dreiklauer (Triungulinus) genannt werden, schlüpfen im nächsten Frühjahr. Sie sind gelb bis orange und kürzer als 2 mm, im Gegensatz zu denen des Violetten Ölkäfers (Meloe violaceus), die 2 bis 2,5 mm lang sind. Die Entwicklung der Larven verläuft über eine Hypermetamorphose, die verschiedenen Larvenstadien sind also unterschiedlich gestaltet. Die Dreiklauer klettern auf Blüten und klammern sich dann an Blütenbesucher. Wenn es sich nicht um die richtige Art handelt, etwa um die Honigbienen, stirbt die Larve ab. Passende Wirte sind solitäre Bienen, deren zugehörige Kuckucksbienen und Parasiten der Gattung Volucella. Der Wirt nimmt die Larve unfreiwillig in sein Nest mit, in dem letztere sich schließlich von den Larven der Wirtsbienen ernähren. Danach häuten sie sich zu einer kurzbeinigen, madenartigen und blinden Sekundärlarve L2, die den Honigpollenbrei auffrisst und sich drei Mal bis zur Sekundärlarve L5 häutet. Danach wandert sie aus dem Nest und häutet sich zu einer Scheinpuppe L6, die überwintert. Im Frühjahr schlüpft daraus eine Tertiärlarve L7, die wahrscheinlich keine Nahrung aufnimmt. Erst danach verpuppt sie sich und der fertige Käfer schlüpft von März bis Mai. Die Weibchen fressen sehr viel und können ihr Gewicht versechsfachen (Reifungsfraß). Anschließend paaren sie sich mehrfach.
Ein weiterer Verbreitungsweg der Dreiklauer stellt ihre Ansammlung an Spitzen von Grashalmen dar. Die orange-gelben Larven bilden dabei tagsüber Klumpen, die Bienen anlocken. Wenn diese ihren Irrtum bemerken, sind schon ein paar Larven übergewechselt. Dieses Verhalten wurde auf Wiesen beobachtet, auf denen genügend Blüten zur Verfügung gestanden hätten.

## Schadwirkung
Der Schwarzblaue Ölkäfer tritt in Ägypten, wo er erst seit 1976 nachgewiesen ist, als Schädling in der Landwirtschaft auf. Von vier getesteten Pflanzen fressen beide Geschlechter am liebsten Blattsalat (Lactuca sativa), danach Ackerbohne (Vicia faba), Ägyptischen Klee (Trifolium alexandrinum) und schließlich Erbse (Pisum sativum).
Im Mai 2023 berichteten mehrere Medien von einer übermäßigen Ausbreitung der Ölkäfer in Deutschland und warnten vor möglichen Vergiftungen, falls Kinder diese Käfer in den Mund nehmen. Der Naturschutzbund Deutschland und andere Naturschutzorganisationen widersprachen jedoch diesen Meldungen als unbegründet und wiesen stattdessen auf die Gefährdung dieser Tierart hin.

## Ähnliche Art
- Violetter Ölkäfer (Meloe violaceus). Während beim Schwarzblauen Ölkäfer die Basis des Halsschildes  gerade ist, ist sie beim Violetten Ölkäfer eingebuchtet.[4]

## Insekt des Jahres 2020
Am 27. November 2019 wurde der Schwarzblaue Ölkäfer, in einer gemeinsamen Erklärung der Senckenberg Gesellschaft für Naturforschung und des Bundesamtes für Naturschutz, zum Insekt des Jahres gekürt.